# Prealpy Bresciane
Prealpi Bresciane – podgrupa górska Prealpi Bresciane e Gardesane, części Alp Wschodnich. Leży w północnych Włoszech w regionie Lombardia (prowincja Brescia). Najwyższym szczytem jest Monte Colombine, który osiąga wysokość 2215 m.
Najwyższe szczyty:
- Monte Colombine - 2215 m,
- Monte Matto - 2200 m,
- Monte Frà - 2160 m,
- Dosso Alto - 2065 m,
- Monte Muffetto - 2060 m,
- Corna Blacca - 2006 m,
- Monte Guglielmo - 1957 m,
- Monte Palo - 1462 m,
- Corno di Sonclivo - 1351 m,
- Monte Doppo - 1217 m.